# 163
Évszázadok: 1. század – 2. század – 3. század
Évtizedek: 110-es évek – 120-as évek – 130-as évek – 140-es évek – 150-es évek – 160-as évek – 170-es évek – 180-as évek – 190-es évek – 200-as évek – 210-es évek
Évek: 158 – 159 – 160 – 161 –  162 – 163 – 164 – 165 – 166 – 167 – 168

## Események

### Római Birodalom
- Marcus Pontius Laelianust és Aulus Junius Pastor Lucius Caesennius Sospest választják consulnak.
- A pártus háborúban Marcus Statius Priscus két légióval kiszorítja Örményországból a pártusokat; elfoglalja és lerombolja az örmény fővárost, Artaxatát. A korábbi római klienskirály, Sohaemus visszakerül az ország trónjára.
- A pártusok megszállják az Örményországtól délre fekvő Oszroénét és Róma-barát királyát, VIII. Mánut saját emberükkel cserélik le. A hamarosan megérkező római erők elfoglalják az Eufrátesz mindkét partját, hogy előkészítsék a későbbi támadást.
- A háború névleges főparancsnoka, Lucius Verus társcsászár felveszi az Armeniacus melléknevet, bár mindvégig Antiochiában, a harcoktól távol maradt.

## Születések
- Tiberius Claudius Severus Proculus, római politikus
- Hszün Jü, kínai politikus és hadvezér, Cao Cao hadúr tanácsadója

## Fordítás
- Ez a szócikk részben vagy egészben  a(z)   163 című francia Wikipédia-szócikk ezen változatának fordításán alapul.  Az eredeti cikk szerkesztőit annak laptörténete sorolja fel. Ez a jelzés csupán a megfogalmazás eredetét és a szerzői jogokat jelzi, nem szolgál a cikkben szereplő információk forrásmegjelöléseként.